# Fredrik Petersson (fotbollsspelare)
Fredrik Petersson, född 10 juni 1986, är en svensk före detta fotbollsspelare (mittfältare). I Kalmar gick han under smeknamnet Smedbys Zlatan.[källa behövs]

## Karriär
Peterssons moderklubb är Smedby BoIK. Inför säsongen 2003 värvades han av Kalmar FF. I Kalmar blev det spel i både Allsvenskan och Superettan för Petersson. Inför säsongen 2008 värvades han av Östers IF, där Petersson skrev på ett tvåårskontrakt. Därefter var det spel i Lindsdals IF mellan 2010 och 2014.
I mars 2015 återvände Petersson till sin moderklubb Smedby BoIK. Efter säsongen avslutade han sin spelarkarriär och blev individuell spelarutvecklare i sin gamla klubb Lindsdals IF.
Han har även spelat en landskamp för Sveriges U21-landslag 2006.